# Bedroom at Arles
Bedroom at Arles est un tableau de Roy Lichtenstein de 1992. Peint à l'huile et au magna, le tableau s'inspire de La Chambre de Van Gogh à Arles de Vincent van Gogh. Il fait partie d'une collection privée.

## Historique
Au début des années 1990, Roy Lichtenstein consacre une partie de sa peinture aux intérieurs. Peint en juillet 1992, Bedroom at Arles se base sur la reproduction dans un calendrier de La Chambre de Van Gogh à Arles de Vincent van Gogh, la version de 1889 présentée à l'Art Institute of Chicago.
Pour produire Bedroom at Arles, Roy Lichtenstein a commencé par une étude au crayon sur papier calque de 101,9 × 124,5 cm. Il réalise ensuite un collage préparatoire avec divers matériaux (87,5 × 115 cm), qu'il élargit ensuite pour sa toile finale, environ quatre fois plus grande.
En 2005, le dessin original de Bedroom at Arles de Roy Lichtenstein est donnée par sa famille, avec douze autres études, à la National Gallery of Art. Ce don a été fait en l'honneur de Jane Meyerhoff, collectionneuse d'art. À la mort de son époux, Robert Meyerhoff, le tableau devrait également être légué au musée américain.

## Description
Bedroom at Arles est peint à l'huile et au magna sur une toile de 320 × 420,3 cm. Roy Lichtenstein transforme le célèbre tableau La Chambre de Van Gogh à Arles dans une version cartoon, avec des contours noirs et épais. Le mobilier est modernisé, les chaises sont devenues tubulaires. Les vêtements froissées de Van Gogh sont désormais le ligne blanc et repassé d'un homme d'affaires moderne.

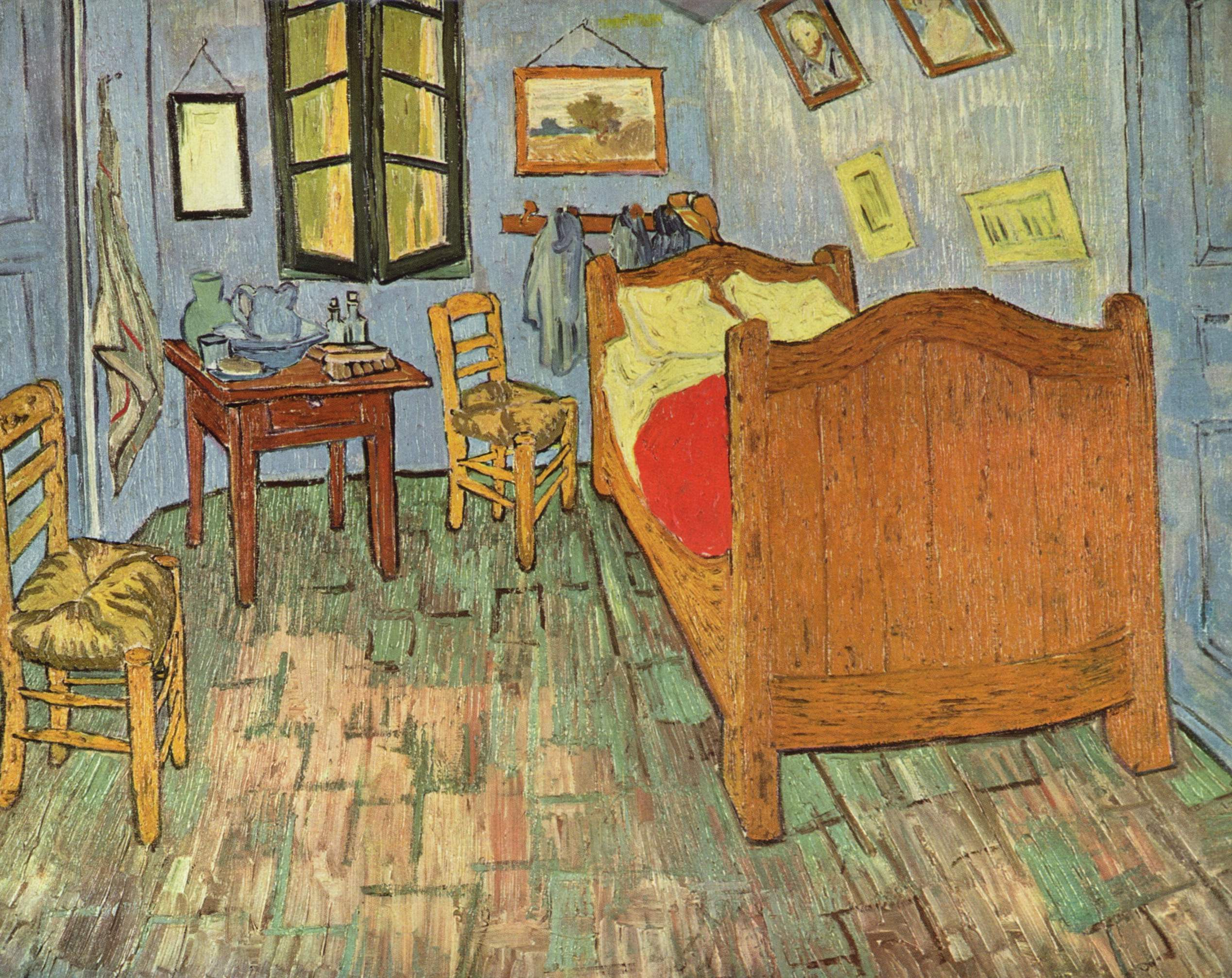
Le tableau s'inspire de cette version de La Chambre de Van Gogh à Arles de Vincent van Gogh (1889).

Pour son décor, Roy Lichtenstein peint un sol marqué par des courbes qui rappellent les expressionnistes. Il utilise des points Benday sur un mur et deux tableaux accrochés à un autre mur. Les points Benday sont un motif récurrent de Lichtenstein qui rappelle les comics et les journaux,. Dans l'un des tableaux, ils remplacent le visage d'un autoportrait de Van Gogh, reconnaissable seulement à ses cheveux rouges.
À propos de Bedroom at Arles, Roy Lichtenstein déclare : « J'ai rangé un peu sa chambre pour lui ; quand il rentrera de l'hôpital, il sera très heureux de voir que j'ai arrangé ses chemises et acheté de nouveaux meubles. […] La mienne est une peinture assez grande et la sienne est plutôt petite… La sienne est bien mieux, mais la mieux est plus grosse »,,. Il note également, qu'à la différence du travail émotionnel et spontané du peintre hollandais, son travail est planifié et prémédité,.

## Analyse et postérité
Roy Lichtenstein compare son travail à celui de Pablo Picasso vis-à-vis de l'œuvre de Diego Vélasquez (Las Meninas réinterprétant Les Ménines). Pour Diane Waldman, conservatrice du musée Solomon R. Guggenheim, Bedroom at Arles exprime l'idée de la distance entre une œuvre d'art et sa reproduction en calendrier, en ajoutant une nouvelle distance par son tableau. Bien qu'elle souligne l'impact du tableau de Lichtenstein, lié à sa taille, elle estime que « les formes égalisées et les couleurs industrielles ont réduit l'intensité psychologique de la vision de Van Gogh »,.
Carol Vogel du New York Times voit l'œuvre comme une « interprétation humoristique du célèbre tableau de Van Gogh »,. Pour Sarah Churchwell du Guardian, « le sens de l'humour de Lichtenstein devient un moyen d'explorer la « folie » romantisée de [Van Gogh] »,.
En 2016, lors de l'exposition Pop for the People: Roy Lichtenstein in L.A. au Skirball Cultural Center, le tableau est recréé dans une chambre réelle. Pour le journaliste Marc Haefele, cette reproduction particulièrement efficace invite à « vivre dans l'art ». La même installation est exposée au musée d'art contemporain Moco d'Amsterdam l'année suivante. Elle fait référence à une exposition de l'an 2000 au musée Van Gogh, où une chambre 3D du tableau original était présentée.

### Citations originales
1. ↑  « I've cleaned his room up a little bit for him; and he'll be very happy when he gets home from the hospital to see that I've straightened his shirts and bought some new furniture. […] Mine is a rather large painting and his is rather small … His is much better, but mine is much bigger ».
2. ↑  « Because Lichtenstein's version of van Gogh's Bedroom is much bigger than the original, its impact is enormous, but Lichtenstein's regularized forms and process colors have reduced the psychological intensity of van Gogh's vision. »
3. ↑  « Humorous interpretation van Gogh's famous 1888 painting of the same name ».
4. ↑  « When he turned to Van Gogh's famous room at Arles, Lichtenstein's sense of humour itself became a way of exploring that painter's romanticised "madness" ».